# M113
 Der er for få eller ingen kildehenvisninger i denne artikel, hvilket er et problem. Du kan hjælpe ved at angive troværdige kilder til de påstande, som fremføres i artiklen.

M113 er den pansrede mandskabsvogn (PMV), der bruges i den danske hær, samt mange andre nationer.
Det er et bæltekøretøj beregnet til langstrakt landtransport i ujævnt terræn og hurtig transport på veje. Derudover har køretøjet begrænsede amfibieegenskaber i søer og åer. M113 modelfamilien har mange varianter og modifikationer, der bruges i en lang række forskellige kamp- og kampstøtteroller. Tilsammen er der på verdensplan produceret omkring 80.000 M113-enheder af forskellige afskygninger, hvilket gør den til verdens mest udbredte pansrede køretøj nogensinde.

## M113 i den danske hær
I Danmark bliver M113 kaldt Dåsen
Den danske hær har M113 i fire hovedversioner:
- M113/M113 A1
- M113 A2 DK/PNMK M/92
- M113 G3 DK
- M113 G4 DK

### M113/M113 A1
Denne udgave er den oprindelige, amerikansk udviklede M113. De første blev indkøbt til den danske hær i 1964 og der er i tidens løb indkøbt ca. 680 M113. Den har en besætning på 2 mand, en kører og en kommandør/skytte, og har plads til yderligere 10 infanterister. Den er i den danske version bestykket med et 12,7 mm TMG (tungt maskingevær). M113 er bygget af aluminium, hvilket giver en række af de samme kvaliteter som stål, men reducerer vægten. Det gør bl.a. at den kan transporteres med fly. PMV'en drives frem af en 5,2 liters V6 motor fra Detroit Diesel, der giver køretøjet mulighed for at transportere en stor last over land. M113 har en rækkevidde på 480 km og en topfart på 65 km/t.
Derudover fandtes den også i det danske forsvar med en V8 Chrysler 75 M Benzin på 5.913 ccm med en topfart omkring 80 km/t.
Den blev også tidligere benyttet som skydecentral i blandt andet Kongens Artilleriregiment, med en kører, en kommandør og to beregnere, og udstyret med to "computere" og generator på taget til at sørge for strøm.
Udgaver:
- Infanteri (med plads til infanterigruppen)
- Kommando (Kommandostation på kompagni, bataljon og brigade (med små forskelle))
- Observatør (Artilleriobservation)
- Archer (Morterpejlerader ved artilleriet)
- Sanitet ("Ambulance" med plads til fire sårede)
- Kontakt (Mekanikervogn med kran)
- Mekaniker (Mekanikervogn uden kran)
- Ingeniør (meget lig infanteri modellen, enkelt i perioder, monteret med dozer)
- Morter (monteret med 81mm Middel Tung Morter)
- Panserværn (monteret med TOW raketstyr til bekæmpelse af kampvogne og andre pansrede køretøjer)

### M113 A2 DK/PNMK M/92
M113 A2 DK er en pansret maskinkanon baseret på den almindelige M113 A2. Det blev i 1987 besluttet at infanteriet skulle have et ildstøttekøretøj, og valget faldt på denne ombyggede M113 A2, der blev samlet af E. Falck Schmidt i Odense fra 1989 til 1993. Den har fået monteret et tomandstårn fra italienske Otobreda, der er bestykket med en 25 mm Oerlikon-Contraves maskinkanon samt et 7,62 mm LMG (let maskingevær). Kanonen har en rækkevidde på op til 1500 m, en kadence på 600 skud/min. og et termisk sigte fra Zeiss. De største forskelle mellem A1 og A2 udgaven er en større turbomotor, bedre køle-/opvarmningssystemer samt bedre affjedring. Den danske hær var i besiddelse af 50 PNMK'er.
PNMK M/92 er udfaset i forbindelse med forsvarsforliget 2005-2009.

### M113 G3 DK
M113 G3 DK, der bygges af Flensburger Fahrzeugbau Gesellschaft (FFG) fra Tyskland. Den er en opdateret udgave af M113 A1, der har fået skiftet motor til en 10,6 liters V6 med næsten dobbelt så højt drejningsmoment som den gamle, forbedret transmission i form af en ZF LSG 1000 gearkasse med 6 fremadgående gear og to bakgear, forbedret affjedring, nye bælter, forberedelser til ekstra panser (fra israelske Urdan), nyt elektroniksystem, nyt interiør, forbedret bremse- og styresystem til glæde for trafiksikkerheden og endelig en bagagebærer på fronten, der også erstatter den tidligere vadeplade (der blev brugt i amfibiesammenhæng). Nogle af G3'erne har også fået installeret røgkastere, og nogle er blevet forlænget med 666 mm (et ekstra hjulsæt), hvilket giver bedre plads til en infanterikampgruppe, samt forøger terrændueligheden. Ved udgangen af 2005 råder den danske hær over 257 stk., men på sigt skal hele M113 A1-flåden opgraderes til denne version.

### M113 G4 DK
M113 G4 DK er den nyeste udgave af PMV'en. Den er en videre opgradering af G3 med forbedret pansring af bund og sider samt et brandundertrykkelsesanlæg, der kan slukke en eventuelt opstået brand i mandskabsrummet. Da man havde sendt 10 af sted til Afghanistan, opdagede man at kabinehøjden var for lav. Fejlen blev efterfølgende ændret, så køretøjerne fik en højere kabine.